# Brosmophycis marginata
Brosmophycis marginata är en fiskart som först beskrevs av Ayres, 1854.  Brosmophycis marginata ingår i släktet Brosmophycis och familjen Bythitidae. Inga underarter finns listade.